# أرمين جوردن
أرمين جوردن هو موزع سويسري، ولد في 9 أبريل 1932 في لوسرن في سويسرا، وتوفي في 20 سبتمبر 2006 في زيورخ في سويسرا.

## وصلات خارجية
- أرمين جوردن على موقع IMDb (الإنجليزية)
- أرمين جوردن على موقع ألو سيني (الفرنسية)
- أرمين جوردن على موقع ميوزك برينز (الإنجليزية)
- أرمين جوردن على موقع أول موفي (الإنجليزية)
- أرمين جوردن على موقع قاعدة بيانات الأفلام السويدية (السويدية)
- أرمين جوردن على موقع أول ميوزيك (الإنجليزية)
- أرمين جوردن على موقع ديسكوغز (الإنجليزية)
- أرمين جوردن على موقع كينوبويسك (الروسية)